# 交響曲 (ビゼー)
交響曲ハ長調（フランス語: Symphonie en Ut majeur）は、ジョルジュ・ビゼーが1855年に作曲した交響曲。

## 概要
初期の習作であり、シャルル・グノーの交響曲の影響を強く受けている。当時はオペラ以外の音楽がフランスの音楽界では認められていなかったこともあり、作曲家の生前には一度も演奏されなかった。カミーユ・サン＝サーンスらの努力により交響曲などの純音楽がフランスでも認められるようになったのはビゼーの死後のことである。
初演は1935年2月26日、作品完成の80年後、バーゼルにて初演。フェリックス・ワインガルトナーの指揮で行われた。

## 楽器編成
フルート2、オーボエ2、クラリネット2、ファゴット2、ホルン4、トランペット2、ティンパニ1、弦五部

## 曲の構成
第1楽章 Allegro vivo
ハ長調のソナタ形式。第1主題は分散和音を基調とした音楽である。ト長調の第2主題はオーボエによって示される。第1主題を用いて提示部を締めくくった後、繰り返してから展開部に入る。展開部はホ長調で第一主題を示した後、二つの主題を用いながら、転調を繰り返した後、ハ長調に回帰して再現部となる。再現部では二つの主題が共に主調で示される。第1主題に基づく短いコーダで曲は終わる。
第2楽章 Adagio
イ短調の緩徐楽章。短い序奏の後、オーボエによる主題を中心に曲が進んでいく。次にヴァイオリンによって新たな主題が示された後、序奏のリズムを基にしたフガートが奏される。やがて、始めの主題が回帰して曲を閉じる。
第3楽章 Scherzo. Allegro vivace
ト長調のスケルツォ楽章。中間部はハ長調。主部は分散和音を基にした単純な主題からなる。中間部はハ音とト音の保続音が用いられたもので、これもまた分散和音を基にした単純な主題からなる。
第4楽章 Allegro vivace
ハ長調のソナタ形式。ヴァイオリンによる細かな動きの第1主題は木管楽器と対話するように進んでいく。木管楽器による副主題も印象的である。その後、ト長調の第2主題が再びヴァイオリンによって示されるが、これは対照的に優雅なものである。第1主題を用いて提示部は締めくくられ、繰り返される。展開部は二つの主題と副主題を組み合わせたものであり、これらが交錯して最高潮に達した途端、再現部に入る。再現部は主題が全て主調で示されて全曲は締めくくられる。

## 脚色
ジョージ・バランシンは、この交響曲の存在をイーゴリ・ストラヴィンスキーに教えられ、パリ・オペラ座バレエのためにバレエとしての振付を行った。バレエは『水晶宮』(Le Palais de Cristal)の題で、1947年7月28日に初演された。翌年ニューヨーク・シティ・バレエ団が設立されると、その第1回公演においてバランシンは新たに振付を行い、『シンフォニー・イン・C』と改題して上演した。